# Mary E. Jackson
Mary Elizabeth Jackson (1867–1923), est une suffragette afro-américaine, autrice et membre de la YWCA. Elle travaille avec la Northeast Federation of Coloured Women's Club et dirige le mouvement pour le suffrage avec la National association of Colored Women's Clubs.

## Biographie

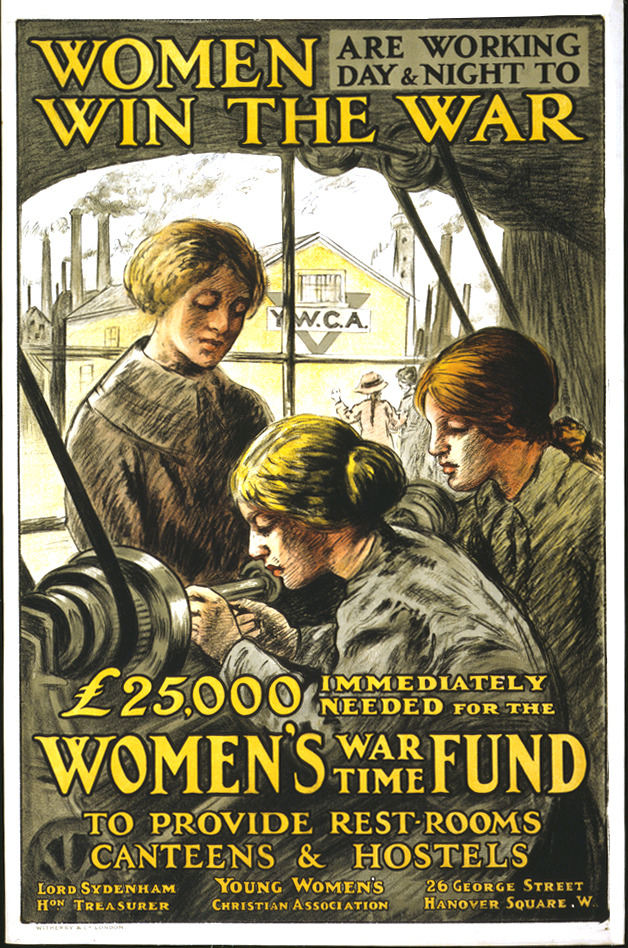
Affiche de la YWCA pendant la Première Guerre mondiale.

Née en 1867 à Providence (État de Rhode Island),. Elle est membre de l’Église baptiste de Pond Street et fondatrice de la NAACP dans sa ville natale.
Jackson travaille dans la fonction publique au Département du travail de l'État de Rhode Island. En 1917, pendant la Première Guerre mondiale, elle est  nommée « Ouvrière industrielle spéciale parmi les femmes de couleur » pour le National War Work Council du YWCA, une organisation  pour laquelle elle analyse les tendances de l'emploi et émet des préconisations pour améliorer l'équité vis-à-vis des salariées de couleur,. Entre 1918 et 1921, elle est secrétaire du YWCA, chargée des personnes de couleur. Dans ce rôle, elle cherche à fournir de bons emplois dans l'industrie aux femmes noires et à favoriser la coopération interraciale pour les mouvements de justice sociale de l'époque.
Jackson est présidente de la Rhode Island State Federation of Colored Women's Club (également connue sous le nom de Rhode Island Association of Colored Women's Clubs) pendant 8 ans. Elle est également la vice-présidente de l'Alpha Suffrage Club,.

## Publications
Jackson écrit pour The Crisis, le magazine de la NAACP, en novembre 1918, un article intitulé « The Colored Woman in Industry ». Elle y décrit les conditions de travail des femmes dans les usines et émet des vœux pour l'avenir. Elle parle notamment des différences de salaire entre les races et entre les sexes, ainsi que des préjugés et des mauvaises conditions de travail.